# مطار دالي فنجي
مطار دالي (بالإنجليزية: Dali Airport)‏ (إياتا: DLU، إيكاو: ZPDL) يقع في مدينة دالي (الصين) في جمهورية الصين الشعبية. صنف مطار دالي في المرتبة الثانية والتسعون في الصين من حيث عدد الركاب عام 2011 وفقًا لإدارة الطيران المدني في الصين، حيث تعامل مع 274,486 راكب، وبلغ إجمالي حركة الطائرات (القادمة والمغادرة) 3,559 طائرة وقد بلغت كمية البضائع المنقولة عبر المطار 953 طن.

## شركات الطيران والوجهات
| شركـات طيـران          | الوجهات |
| ---------------------- | --- |
| طيران الصين            | مطار بكين العاصمة الدولي، مطار تشنغدو تيانفو الدولي، مطار تشونغتشينغ جيانغبى الدولي |
| Air Travel             | مطار سنن شوفانغ الدولي، مطار تشوهاى جينوان |
| خطوط شرق الصين الجوية  | مطار بكين داشينغ الدولي، مطار تشانغشا هوانغوا الدولي، مطار تشنغدو تيانفو الدولي، مطار فوتشو تشانغله الدولي، مطار هانغتشو شياوشان الدولي، مطار كونمينغ جانغشوي الدولي، مطار نانجينغ الدولي، مطار شانغهاي هونغكياو الدولي، مطار شانغهاي بودنغ الدولي، مطار ووهان تيانهي الدولي، مطار شيان شيانيانغ الدولي |
| خطوط جنوب الصين الجوية | مطار تشانغشا هوانغوا الدولي، مطار تشنغدو شوانغليو الدولي، مطار قوانغتشو باييون الدولي، مطار شيانغراو سانغينغشان، مطار شينزين باوان الدولي |
| Chongqing Airlines     | مطار تشونغتشينغ جيانغبى الدولي، مطار قوانغتشو باييون الدولي |
| خطوط لاكي الجوية       | مطار لوئهو يونلونغ، مطار ميانيانغ نانيجو، مطار نانتشانغ تشانغبى الدولي، مطار ووهان تيانهي الدولي، مطار شيشوانغباننا غاسا |
| خطوط سيتشوان الجوية    | مطار تشنغدو تيانفو الدولي |
| طيران التبت            | مطار تشنغدو شوانغليو الدولي، مطار تشونغتشينغ جيانغبى الدولي |